# Бачинци
Бачинци (панонскорусински: Бачинци) су насеље у Србији у општини Шид у Сремском округу. Према попису из 2022. било је 990 становника.
Овде се налази православна црква Светог Николе и гркокатоличка црква Св. Луке.

## Историја
Место Бачинци је збрајано са Гибарцем 1885. године у оквиру Ердевичког изборног среза, са укупно 799 душа.

## Демографија
У насељу Бачинци живи 1101 пунолетни становник, а просечна старост становништва износи 41,4 година (39,5 код мушкараца и 43,0 код жена). У насељу има 474 домаћинства, а просечан број чланова по домаћинству је 2,90.
Ово насеље је углавном насељено Србима (према попису из 2002. године).
|  |

| Демографија | Демографија | Демографија |
| Година      | Становника  | Становника  |
| ----------- | ----------- | ----------- |
| 1948.       | 1.785       |             |
| 1953.       | 1.815       |             |
| 1961.       | 1.694       |             |
| 1971.       | 1.538       |             |
| 1981.       | 1.324       |             |
| 1991.       | 1.298       | 1.266       |
| 2002.       | 1.374       | 1.411       |

| Етнички састав према попису из 2002.‍ | Етнички састав према попису из 2002.‍ | Етнички састав према попису из 2002.‍ | Етнички састав према попису из 2002.‍ | Етнички састав према попису из 2002.‍ |
| ------------------------------------ | ------------------------------------ | ------------------------------------ | ------------------------------------ | ------------------------------------ |
|                                      |                                      |                                      |                                      |                                      |
| Срби                                 | Срби                                 |                                      | 1.072                                | 78,02%                               |
| Русини                               | Русини                               |                                      | 215                                  | 15,64%                               |
| Хрвати                               | Хрвати                               |                                      | 22                                   | 1,60%                                |
| Украјинци                            | Украјинци                            |                                      | 21                                   | 1,52%                                |
| Словаци                              | Словаци                              |                                      | 13                                   | 0,94%                                |
| Југословени                          | Југословени                          |                                      | 10                                   | 0,72%                                |
| Руси                                 | Руси                                 |                                      | 1                                    | 0,07%                                |
| непознато                            | непознато                            |                                      | 7                                    | 0,50%                                |

| Година пописа     | 1948. | 1953. | 1961. | 1971. | 1981. | 1991. | 2002. |
| ----------------- | ----- | ----- | ----- | ----- | ----- | ----- | ----- |
| Број домаћинстава | 450   | 472   | 481   | 472   | 445   | 454   | 474   |

| Број чланова      | 1  | 2   | 3  | 4  | 5  | 6  | 7 | 8 | 9 | 10 и више | Просек |
| ----------------- | -- | --- | -- | -- | -- | -- | - | - | - | --------- | ------ |
| Број домаћинстава | 96 | 139 | 79 | 78 | 52 | 23 | 4 | 2 | 1 | 0         | 2,90   |

| Пол    | Укупно | Неожењен/Неудата | Ожењен/Удата | Удовац/Удовица | Разведен/Разведена | Непознато |
| ------ | ------ | ---------------- | ------------ | -------------- | ------------------ | --------- |
| Мушки  | 553    | 153              | 359          | 22             | 18                 | 1         |
| Женски | 608    | 85               | 365          | 133            | 24                 | 1         |
| УКУПНО | 1.161  | 238              | 724          | 155            | 42                 | 2         |

| Пол    | Укупно                    | Пољопривреда, лов и шумарство | Рибарство                            | Вађење руде и камена | Прерађивачка индустрија       |
| ------ | ------------------------- | ----------------------------- | ------------------------------------ | -------------------- | ----------------------------- |
| Мушки  | 351                       | 139                           | 0                                    | 0                    | 92                            |
| Женски | 195                       | 78                            | 0                                    | 0                    | 58                            |
| УКУПНО | 546                       | 217                           | 0                                    | 0                    | 150                           |
| Пол    | Производња и снабдевање   | Грађевинарство                | Трговина                             | Хотели и ресторани   | Саобраћај, складиштење и везе |
| Мушки  | 5                         | 22                            | 23                                   | 3                    | 13                            |
| Женски | 1                         | 1                             | 11                                   | 2                    | 1                             |
| УКУПНО | 6                         | 23                            | 34                                   | 5                    | 14                            |
| Пол    | Финансијско посредовање   | Некретнине                    | Државна управа и одбрана             | Образовање           | Здравствени и социјални рад   |
| Мушки  | 2                         | 0                             | 12                                   | 3                    | 3                             |
| Женски | 2                         | 2                             | 6                                    | 6                    | 7                             |
| УКУПНО | 4                         | 2                             | 18                                   | 9                    | 10                            |
| Пол    | Остале услужне активности | Приватна домаћинства          | Екстериторијалне организације и тела | Непознато            | Непознато                     |
| Мушки  | 3                         | 0                             | 0                                    | 31                   | 31                            |
| Женски | 2                         | 0                             | 0                                    | 18                   | 18                            |
| УКУПНО | 5                         | 0                             | 0                                    | 49                   | 49                            |

## Галерија
- Православна црква у Бачинцима у току обнове
- Православна црква у Бачинцима после обнове
- Гркокатоличка црква у Бачинцима